# زهوكي (شميل)
زهوکي (بالفارسية: زهوکی) هي قرية تقع في إيران في قسم شمیل الريفي. يقدر عدد سكانها بـ 528 نسمة بحسب إحصاء 2016.